# Saison 2013 de l'équipe cycliste RadioShack-Leopard
La saison 2013 de l'équipe cycliste RadioShack-Leopard est la troisième de cette équipe.

## Préparation de la saison 2013

### Sponsors et financement de l'équipe
Le principal sponsor de l'équipe est RadioShack. L'entreprise japonaise Nissan, deuxième sponsor-titre l'année précédente, s'est retirée à la fin du mois de décembre 2012. Ce retrait fait suite aux affaires de dopage ayant touché l'équipe, dont notamment l'affaire Lance Armstrong, ayant entraîné l'éviction du manager Johan Bruyneel. Nissan, dont le contrat de sponsoring devait s'achever fin 2013, dit s'être accordé avec la direction de l'équipe afin que celle-ci ne soit menacée par son retrait, ce qui laisse supposer que Nissan respecte son engagement financier pour 2013, sans que son nom ne soit mentionné. Plus tôt en 2012, le groupe énergétique Enovos avait mis fin à son partenariat à la suite du contrôle antidopage positif de Fränk Schleck. Trek demeure le fournisseur de cycles de l'équipe. Trois nouveaux sponsors arrivent en 2013 : la marque de montres Anonimo, les automobiles Škoda et le fabricant de chaussures de cyclisme Gaerne.

### Arrivées et départs
| Arrivées           | Équipe 2012              |
| ------------------ | ------------------------ |
| Stijn Devolder     | Vacansoleil-DCM          |
| Danilo Hondo       | Lampre-ISD               |
| Bob Jungels        | Leopard-Trek Continental |
| Robert Kišerlovski | Astana                   |

| Départs         | Équipe 2013  |
| --------------- | ------------ |
| Daniele Bennati | Saxo-Tinkoff |
| Jakob Fuglsang  | Astana       |
| Linus Gerdemann | sans équipe  |
| Joost Posthuma  | retraite     |
| Robert Wagner   | Blanco       |
| Oliver Zaugg    | Saxo-Tinkoff |

## Coureurs et encadrement technique

### Effectif
| Effectif 2013                    | Effectif 2013     | Effectif 2013    | Effectif 2013                      |
| Cycliste                         | Date de naissance | Pays             | Équipe précédente                  |
| -------------------------------- | ----------------- | ---------------- | ---------------------------------- |
| Jan Bakelants                    | 14 février 1986   | Belgique         | Omega Pharma-Lotto (2011)          |
| George Bennett                   | 7 avril 1990      | Nouvelle-Zélande | Trek Livestrong U23 (2011)         |
| Matthew Busche                   | 9 mai 1985        | États-Unis       | Team RadioShack (2011)             |
| Fabian Cancellara                | 18 mars 1981      | Suisse           | Saxo Bank (2010)                   |
| Stijn Devolder                   | 29 août 1979      | Belgique         | Vacansoleil-DCM (2012)             |
| Laurent Didier                   | 19 juillet 1984   | Luxembourg       | Saxo Bank-Sungard (2011)           |
| Tony Gallopin                    | 24 mai 1988       | France           | Cofidis, le Crédit en Ligne (2011) |
| Ben Hermans                      | 8 juin 1986       | Belgique         | Team RadioShack (2011)             |
| Danilo Hondo                     | 4 janvier 1974    | Allemagne        | Lampre-ISD (2012)                  |
| Christopher Horner               | 23 octobre 1971   | États-Unis       | Team RadioShack (2011)             |
| Markel Irizar                    | 5 février 1980    | Espagne          | Team RadioShack (2011)             |
| Bob Jungels                      | 22 septembre 1992 | Luxembourg       | Leopard-Trek Continental (2012)    |
| Benjamin King                    | 22 mars 1989      | États-Unis       | Team RadioShack (2011)             |
| Robert Kišerlovski               | 9 août 1986       | Croatie          | Astana (2012)                      |
| Andreas Klöden                   | 22 juin 1975      | Allemagne        | Team RadioShack (2011)             |
| Tiago Machado                    | 18 octobre 1985   | Portugal         | Team RadioShack (2011)             |
| Maxime Monfort (1 janv.–1 janv.) | 14 janvier 1983   | Belgique         | HTC-Columbia (2010)                |
| Giacomo Nizzolo                  | 30 janvier 1989   | Italie           | Trevigiani Dynamon Bottoli (2010)  |
| Nélson Oliveira                  | 6 mars 1989       | Portugal         | Team RadioShack (2011)             |
| Yaroslav Popovych                | 4 janvier 1980    | Ukraine          | Team RadioShack (2011)             |
| Grégory Rast                     | 17 janvier 1980   | Suisse           | Team RadioShack (2011)             |
| Thomas Rohregger                 | 23 décembre 1982  | Autriche         | Team Milram (2010)                 |
| Hayden Roulston                  | 10 janvier 1981   | Nouvelle-Zélande | HTC-Highroad (2011)                |
| Andy Schleck                     | 10 juin 1985      | Luxembourg       | Saxo Bank (2010)                   |
| Fränk Schleck (1 janv.–4 juill.) | 15 avril 1980     | Luxembourg       | Saxo Bank (2010)                   |
| Jesse Sergent                    | 8 juillet 1988    | Nouvelle-Zélande | Trek Livestrong U23 (2010)         |
| Jens Voigt                       | 17 septembre 1971 | Allemagne        | Saxo Bank (2010)                   |
| Haimar Zubeldia                  | 1 avril 1977      | Espagne          | Team RadioShack (2011)             |
|                                  |                   |                  |                                    |
| Source : ProCyclingStats         |                   |                  |                                    |

### Encadrement
L'équipe RadioShack-Leopard est gérée par la société Leopard SA, propriété de l'homme d'affaires luxembourgeois Flavio Becca. Luca Guercilena est directeur général de l'équipe depuis la fin de l'année 2012. Il est nommé à ce poste à la suite de l'éviction de Johan Bruyneel, mis en cause dans l'enquête de l'agence américaine antidopage visant Lance Armstrong.
Les directeurs sportifs de RadioShack-Leopard sont José Azevedo, Kim Andersen, Dirk Demol, Alain Gallopin, Josu Larrazabal et Luc Meersman. Luc Meersman devient directeur sportif à part entière en 2013. Il a auparavant exercé diverses fonctions (gestion de la flotte de véhicules, coordination des VIP) dans plusieurs équipes, puis chez RadioShack, et est devenu occasionnellement directeur sportif en 2011 et 2012. Josu Larrazabal est recruté en tant qu'entraîneur. Il travaillait jusqu'en 2012 pour l'équipe Euskaltel-Euskadi. Les autres directeurs sportifs étaient déjà présents en 2012.

## Bilan de la saison

### Victoires
| Victoires | Victoires                                       | Victoires        | Victoires | Victoires          | Victoires |
| Date      | Course                                          | Pays             | Classe    | Vainqueur          |           |
| --------- | ----------------------------------------------- | ---------------- | --------- | ------------------ | --------- |
| 13 janv.  | Championnat de Nouvelle-Zélande sur route       | Nouvelle-Zélande | CN        | Hayden Roulston    |           |
| 14 mars   | Grand Prix Nobili Rubinetterie                  | Italie           | 1.1       | Bob Jungels        |           |
| 22 mars   | E3 Saxo Bank Classic                            | Belgique         | 1.UWT     | Fabian Cancellara  |           |
| 31 mars   | Tour des Flandres                               | Belgique         | 1.UWT     | Fabian Cancellara  |           |
| 7 avr.    | Paris-Roubaix                                   | France           | 1.UWT     | Fabian Cancellara  |           |
| 16 mai    | 5e étape du Tour de Californie                  | États-Unis       | 2.HC      | Jens Voigt         |           |
| 13 juin   | 6e étape du Tour de Suisse                      | Suisse           | 2.UWT     | Grégory Rast       |           |
| 15 juin   | 2e étape du Tour de Luxembourg                  | Luxembourg       | 2.HC      | Giacomo Nizzolo    |           |
| 15 juin   | 3e étape du Tour de Luxembourg                  | Luxembourg       | 2.HC      | Giacomo Nizzolo    |           |
| 16 juin   | 4e étape du Tour de Luxembourg                  | Luxembourg       | 2.HC      | Bob Jungels        |           |
| 19 juin   | Championnat de Suisse du contre-la-montre       | Suisse           | CN        | Fabian Cancellara  |           |
| 20 juin   | Championnat du Luxembourg du contre-la-montre   | Luxembourg       | CN        | Bob Jungels        |           |
| 23 juin   | Championnat de Croatie de cyclisme sur route    | Croatie          | CN        | Robert Kišerlovski |           |
| 23 juin   | Championnat de Belgique sur route               | Belgique         | CN        | Stijn Devolder     |           |
| 23 juin   | Championnat du Luxembourg de cyclisme sur route | Luxembourg       | CN        | Bob Jungels        |           |
| 30 juin   | 2e étape du Tour de France                      | France           | 2.UWT     | Jan Bakelants      |           |
| 6 juill.  | 7e étape du Tour d'Autriche                     | Autriche         | 2.HC      | Fabian Cancellara  |           |
| 27 juill. | Classique de Saint-Sébastien                    | Espagne          | 1.UWT     | Tony Gallopin      |           |
| 10 août   | 5e étape du Tour de l'Utah                      | États-Unis       | 2.1       | Christopher Horner |           |
| 26 août   | 3e étape du Tour d'Espagne                      | Espagne          | 2.UWT     | Christopher Horner |           |
| 2 sept.   | 10e étape du Tour d'Espagne                     | Espagne          | 2.UWT     | Christopher Horner |           |
| 4 sept.   | 11e étape du Tour d'Espagne                     | Espagne          | 2.UWT     | Fabian Cancellara  |           |
| 15 sept.  | Classement général, Tour d'Espagne              | Espagne          | 2.UWT     | Christopher Horner |           |

### Résultats sur les courses majeures
Les tableaux suivants représentent les résultats de l'équipe dans les principales courses du calendrier international (les cinq classiques majeures et les trois grands tours). Pour chaque épreuve est indiqué le meilleur coureur de l'équipe, son classement ainsi que les accessits glanés par RadioShack-Leopard sur les courses de trois semaines.

#### Classiques
| Classique            | Milan-San Remo         | Tour des Flandres       | Paris-Roubaix           | Liège-Bastogne-Liège | Tour de Lombardie |
| -------------------- | ---------------------- | ----------------------- | ----------------------- | -------------------- | ----------------- |
| Coureur (classement) | Fabian Cancellara (3e) | Fabian Cancellara (1er) | Fabian Cancellara (1er) | Tony Gallopin (29e)  | Ben Hermans (14e) |

#### Grands tours
| Grand tour           | Tour d'Italie            | Tour de France                     | Tour d'Espagne |
| -------------------- | ------------------------ | ---------------------------------- | --- |
| Coureur (classement) | Robert Kišerlovski (15e) | Maxime Monfort (14e)               | Christopher Horner (1er) |
| Accessits            | -                        | 1 victoire d'étape (Jan Bakelants) | 3 victoires d'étapes (Christopher Horner (2) et Fabian Cancellara), classement général et classement du combiné (Christopher Horner) |

### Classement UCI
L'équipe RadioShack-Leopard termine à la quatrième place du World Tour avec 1 056 points. Ce total est obtenu par l'addition des 120 points amenés par la 5e place du championnat du monde du contre-la-montre par équipes et des points des cinq meilleurs coureurs de l'équipe au classement individuel que sont Fabian Cancellara, 7e avec 384 points, Christopher Horner, 13e avec 257 points, Jan Bakelants, 40e avec 127 points, Giacomo Nizzolo, 59e avec 85 points, et Tony Gallopin, 61e avec 83 points,.
| Rang | Coureur            | Points |
| ---- | ------------------ | ------ |
| 7    | Fabian Cancellara  | 384    |
| 13   | Christopher Horner | 257    |
| 40   | Jan Bakelants      | 127    |
| 59   | Giacomo Nizzolo    | 85     |
| 61   | Tony Gallopin      | 83     |
| 84   | Ben Hermans        | 52     |
| 106  | Robert Kišerlovski | 26     |
| 111  | Maxime Monfort     | 24     |
| 116  | Andreas Klöden     | 22     |
| 146  | Tiago Machado      | 11     |
| 160  | Yaroslav Popovych  | 6      |
| 162  | Grégory Rast       | 6      |
| 176  | Andy Schleck       | 4      |
| 179  | Thomas Rohregger   | 4      |
| 188  | Matthew Busche     | 2      |
| 195  | Jesse Sergent      | 2      |
| 212  | Danilo Hondo       | 1      |